# Улица Гагарина (Домодедово)
Улица Гагарина — улица в северной части города Домодедово Московской области. Улица носит своё название в честь первого космонавта Юрия Алексеевича Гагарина.

## Описание
Улица берёт своё начало от пересечения с Каширским шоссе и далее уходит в северо-западном направлении, а позднее в юго-западном направлении. Заканчивается улица на пересечении с улицей Набережная. Протяжённость улицы 
— 1,9 километра . По ходу движения с начала улицы её пересекают Лесная улица, Новомосковская улица, Центральная улица, Городская улица, Дачная улица, Краснофлотская улица, Западная улица, Партизанская улица и 1-я Коммунистическая улица. По ходу движения с начала улицы справа примыкают Северная улица, улица Энергетиков и улица Ломоносова. По ходу движения с начала улицы слева примыкают 2-я Коммунистическая улица, Речная улица, улица Чехова и улица Пушкина.
На всём своём протяжении улица Гагарина является улицей с двусторонним движением, за исключением участка въезда и съезда с Каширским шоссе, где организовано одностороннее движение.
Нумерация домов ведётся со стороны Каширского шоссе.
Почтовый индекс улицы Гагарина в городе Домодедово Московской области — 142001.

## Примечательные здания и сооружения
- Мосэнергосбыт — Каширское шоссе, владение 7, строение 1.
- Государственное бюджетное учреждение здравоохранения Московской области Противотуберкулёзный диспансер филиал Домодедовский — улица Лесная, владение 31 А[3].
- Олимпийский сквер — пересечение улицы Гагарина и 2-й Коммунистической улицы. С проведением комплекса работ по благоустройству сквер стал излюбленным местом горожан[4].
- Доска почета Домодедовских спортсменов — Олимпийский сквер на пересечении улицы Гагарина и 2-й Коммунистической улицы.
- Городской стадион «Авангард» — на пересечении 2-й Коммунистической улице и улицы Гагарина[5]. На стадионе проходят городские общественные и спортивные мероприятия[6].
- Государственное бюджетное учреждение здравоохранения Московской области Домодедовская городская детская поликлиника, филиал № 1 — улица Дачная, владение 25.

## Транспорт
По улице Гагарина осуществляется движение общественного транспорта. Здесь проходят маршруты городских автобусов № 1, № 8, № 420, № 1 К, № 879 К.